# جیمز نسبیت
جیمز نسبیت (به انگلیسی: James Nesbitt) (زاده ۱۵ ژانویه ۱۹۶۵) بازیگر اهل ایرلند شمالی است.
از فیلم‌های معروف او می‌توان به بازی در هابیت: یک سفر غیرمنتظره، زنان و حرف‌های آنچنانی، به سارایوو خوش‌آمدید و رانده‌شده اشاره کرد.